# Joan Capdevila i Casals
Joan Capdevila i Casals (La Pobla de Lillet, Berguedà, 14 de març de 1853 - La Poble de Lillet, Berguedà, 15 de febrer de 1913), fou un director, compositor, violinista i organista català. Treballà com a organista a La Pobla de Lillet i com a director i primer violí a l'Orquestra La Poblatana en la mateixa localitat.
Va compondre gran nombre d'obres de música de ball com una Missa (1898) i una Simfonia (1899).